# 酸素欠乏症等防止規則
酸素欠乏症等防止規則（さんそけつぼうしょうとうぼうしきそく、昭和47年9月30日労働省令第42号）は、酸素欠乏症等防止の安全基準を定めた厚生労働省令である。
制定当時の題名は酸素欠乏症防止規則で、1982年の改正の際に改称された。
労働安全衛生法に基づき定められたものである。
本規則は次のような構成になっている。
- 第1章 総則（第1条・第2条）
- 第2章 一般的防止措置（第3条―第17条）
- 第3章 特殊な作業における防止措置（第18条―第25条の2）
- 第4章 酸素欠乏危険作業主任者技能講習及び酸素欠乏・硫化水素危険作業主任者技能講習（第26条―第28条）
- 第5章 雑則（第29条）
- 附則